# The Courtship of O San
The Courtship of O San è un cortometraggio muto del 1914 diretto da Charles Miller.

## Produzione
Il film fu prodotto dalla Domino Film Company.

## Distribuzione
Distribuito dalla Mutual Film, il film - un cortometraggio in due bobine - uscì nelle sale statunitensi il 26 febbraio 1914.